# 2000 Years: The Millennium Concert
2000 Years: The Millennium Concert es un álbum de dos discos y el tercer álbum de Billy Joel en vivo, lanzado en el 2000. 
Este álbum fue grabado en el año nuevo del 2000 en el Madison Square Garden en Nueva York.

## Lista de canciones
1. "Beethoven's Ninth Symphony" (Beethoven) – 1:43
2. "Big Shot" (Joel) – 4:55
3. "Movin' Out (Anthony's Song)" (Joel) – 5:23
4. "Summer, Highland Falls" (Joel) – 5:29
5. "The Ballad of Billy the Kid" (Joel) – 6:52
6. "Don't Ask Me Why" (Joel) – 4:49
7. "New York State of Mind" (Joel) – 8:29
8. "I've Loved These Days" (Joel) – 4:30
9. "My Life" (Joel) – 5:47
10. "Allentown" (Joel) – 4:48
11. "Prelude/Angry Young Man" (Joel) – 5:23
12. "Only the Good Die Young" (Joel) – 3:49
13. "I Go to Extremes" (Joel) – 5:01
14. "Goodnight Saigon" (Joel) – 7:28
15. "We Didn't Start the Fire" (Joel) – 5:21
16. "Big Man on Mulberry Street" (Joel) – 5:29
17. "2000 Years" (Joel) – 6:02
18. "Auld Lang Syne" (Burns/Traditional) – 1:44
19. "River of Dreams" (Joel) – 5:54
20. "Scenes from an Italian Restaurant" (Joel) – 8:05
21. "Dance to the Music" (Stewart) – 3:17
22. "Honky Tonk Women" (Mick Jagger/Keith Richards) – 3:17
23. "It's Still Rock & Roll to Me" (Joel) – 4:08
24. "You May Be Right" (Joel) – 6:07
25. "This Night" (Beethoven/Joel) – 4:49

- Datos: Q211186